# Rivière d'Abord
La rivière d'Abord est un fleuve côtier de l'île de La Réunion, département d'outre-mer français dans le sud-ouest de l'océan Indien. Généralement à sec, elle ne s'écoule dans sa ravine qu'en période cyclonique.

## Géographie
De 20,3 km de longueur, la rivière d'Abord prend source sur la commune du Tampon.
Elle a son embouchure sur la commune côtière de Saint-Pierre.

## Histoire

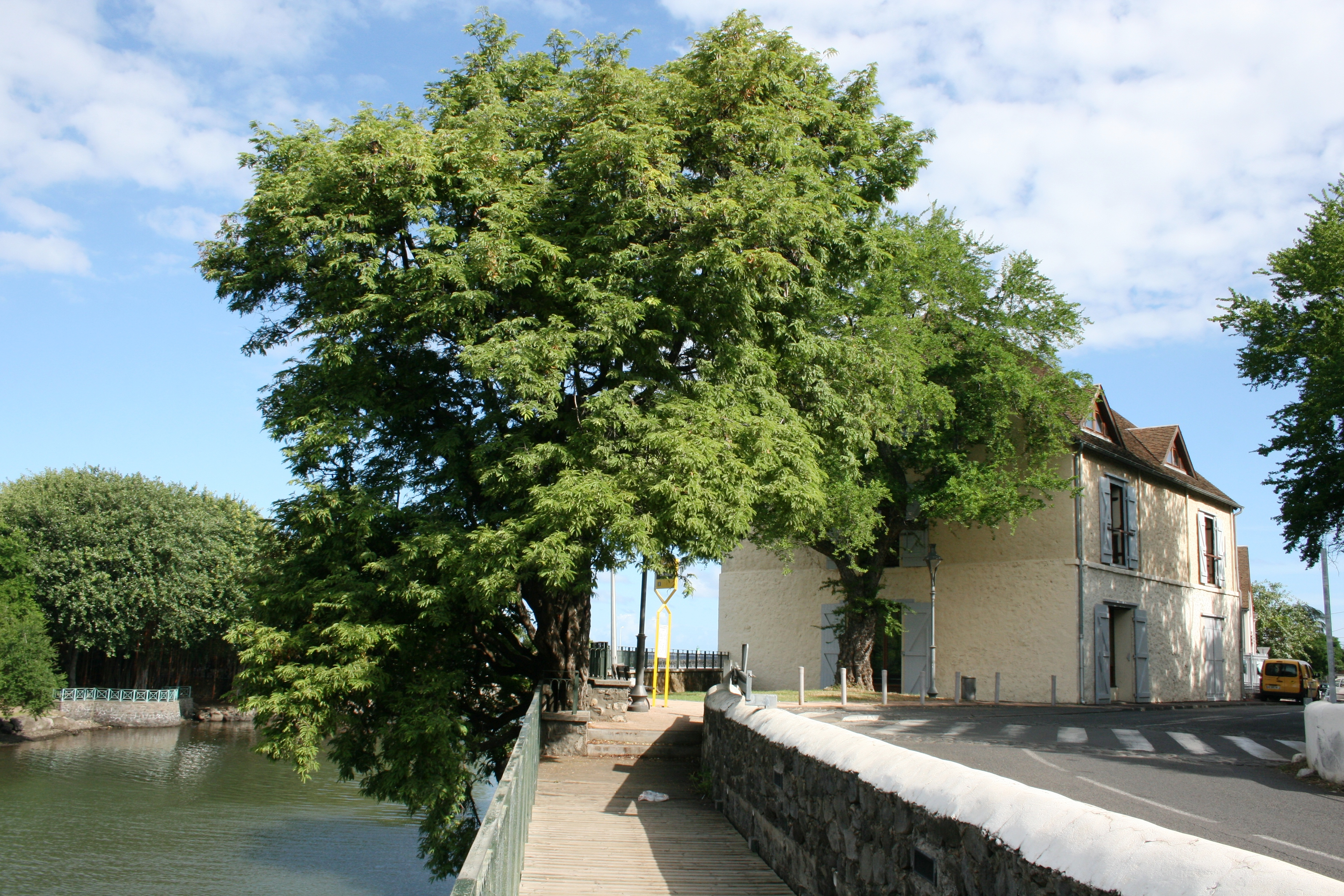
Vue de l'entrepôt Kerveguen en surplomb de la rivière d'Abord.

Rivière d'Abord est le nom que l'on a donné à la première ébauche de ville dans le sud de l'île au début du XVIIIe siècle. Saint-Pierre s'est ensuite créée autour du site du fait des sources d'eau douce présentes et de l'accès facile à la mer dont y disposaient les bateaux.
Selon l'historien Albert Lougnon, la modeste ria qui s'est formée face à la rivière d'Abord est, de toute l'île, la moins courte et celle qui demeure la moins encombrée par le sable. Elle était, au début du XVIIIe siècle, divisée en deux bassins par une sorte de seuil immergé à moins de deux pieds, ce qui laisse présager la faible hauteur des autres ailleurs.